# Stanisław Rospond (językoznawca)
Stanisław Rospond (ur. 19 grudnia 1906 w Liszkach pod Krakowem, zm. 16 października 1982 we Wrocławiu) – polski językoznawca, profesor Uniwersytetu Wrocławskiego, autor prac onomastycznych wykorzystujących materiał polski i słowiański. Twórca klasyfikacji strukturalnej antroponimów i toponimów, słowotwórstwa onomastycznego oraz prac z zakresu antroponimii i etymologii.

## Życiorys
Absolwent gimnazjum św. Anny w Krakowie. Studiował slawistykę i polonistykę na Wydziale Filologicznym Uniwersytetu Jagiellońskiego, ukończoną w styczniu 1929 magisterium, zaś w listopadzie tegoż roku doktoratem. Uczeń K. Nitscha, J. Łosia i J.M. Rozwadowskiego. W 1929 pracował jako asystent na UJ. W latach 1929–1931 wykładał język polski w Lyonie. Po wyjeździe z Francji, do 1933 przebywał na stypendium rządu jugosłowiańskiego w Belgradzie. Następnie uczył w krakowskim gimnazjum pijarów do 1936, w którym to roku został starszym asystentem na Uniwersytecie Jana Kazimierza we Lwowie, gdzie jako docent pozostawał w latach 1939–1941. W 1937 habilitował się na tej uczelni. Od 1941 do końca wojny mieszkał u swojej rodziny w Liszkach, gdzie przeżył pacyfikację wsi przez Niemców, co opisał w książce Zginęli na polu chwały (wyd. 1946, 1993 i 2009). W listopadzie 1945 wrócił na Uniwersytet Jagielloński, jednak wkrótce potem przeniósł się do Wrocławia celem utworzenia Katedry Języka Polskiego na tamtejszym uniwersytecie, którą kierował do 1969. W 1946 roku uzyskał stopień profesora nadzwyczajnego, a w latach 1958–1960 pełnił funkcję dziekana Wydziału Filologicznego. W latach 1950–1954 był współzałożycielem i rektorem (1952–1954) Wyższej Szkoły Pedagogicznej we Wrocławiu, w której po przeniesieniu do Opola kierował jej Katedrą Języka Polskiego. Był współzałożycielem Instytutu Śląskiego w Opolu, Wrocławskiego Towarzystwa Naukowego oraz kierownikiem sekcji naukowo-wydawniczej oddziału Komitetu Słowiańskiego we Wrocławiu.
Od 1945 przewodniczył podkomisji śląskiej Komisji Ustalania Nazw Miejscowości. W 1946 zainicjował prace nad Słownikiem nazwisk śląskich, zaś w 1951 wydał dwutomowy Słownik nazw geograficznych Polski zachodniej i północnej. Był autorem i współautorem ponad sześciuset prac naukowych, w tym kilkunastu książek i wielu słowników, obejmujących zagadnienia slawistyczne, polonistyczne i śląskoznawcze (głównie z zakresu historii języka). Do najważniejszych prac należały:
- Gramatyka historyczna języka polskiego,
- Polszczyzna śląska,
- Dzieje polszczyzny śląskiej,
- Nazwiska Ślązaków,
- Nazwy patronimiczne na Śląsku.

Wspólnie z Ludwikiem Musiołem wydał w 1972 Protokolarz miasta Woźnik z lat 1483–1598, będący najstarszą zachowaną księgą miejską w języku polskim, a także ważnym zabytkiem do badań dialektu śląskiego.

## Życie prywatne

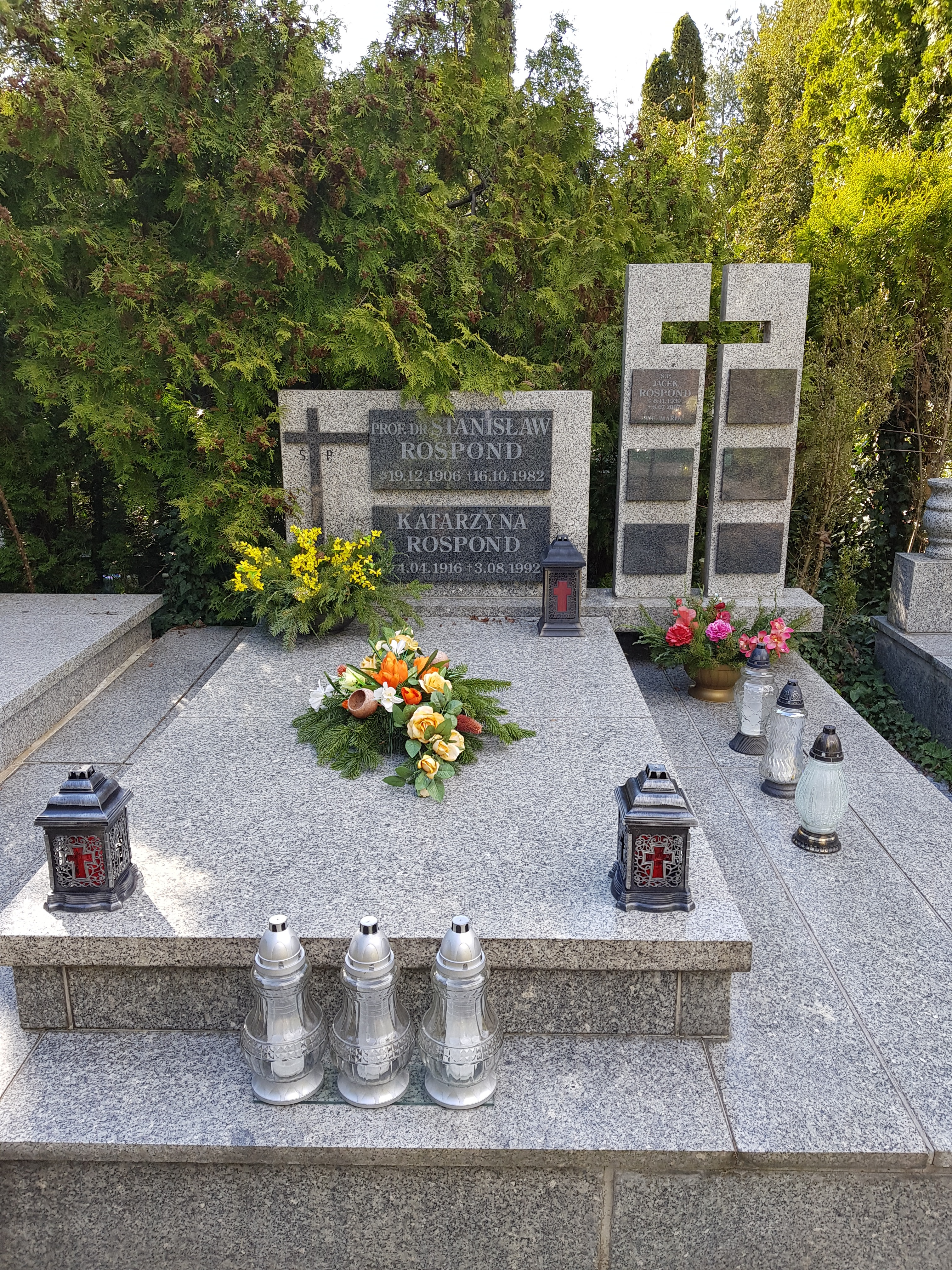
Grób prof. Stanisława Rosponda na Cmentarzu Grabiszyńskim we Wrocławiu

Wcześnie osierocony (ojciec Jan zginął w czasie I wojny światowej w 1916), pozostawał pod opieką swego stryja, biskupa Stanisława Rosponda. 
Jego synem jest ks. dr Stanisław Rospond (junior), misjonarz, dyrektor Wydawnictwa Instytutu Teologicznego Księży Misjonarzy (WITKM) w Krakowie i redaktor naczelny „Naszej Przeszłości” w latach 2004-2011.
Został pochowany na cmentarzu Grabiszyńskim.

## Nagrody
- Order Odrodzenia Polski (Krzyż Kawalerski, Krzyż Oficerski, Krzyż Komandorski)[1]
- Medal Komisji Edukacji Narodowej[1]
- jugosłowiański Order św. Sawy (V klasa), lata 30.[1]
- Odznaka tytułu honorowego „Zasłużony Nauczyciel Polskiej Rzeczypospolitej Ludowej”[1]

## Upamiętnienie
Od 1984 r. jest patronem szkoły podstawowej w Żyrowej. Upamiętniają go także ulice w Opolu, Szczecinie i Wrocławiu. W 2006 r. na budynku filologii polskiej Uniwersytetu Wrocławskiego odsłonięto jego pamiątkową tablicę.